# Evolucijska psihologija
Evolucijska pihologija (EP) je pristop v družboslovni znanosti in naravoslovni znanosti, ki preučuje psihološke lastnosti, kot spomin, percepcija in jezik iz stališča moderne evolucijske perspektive. Želi si identificirati katere človekove psihološke lastnosti so evolucijsko adaptirane - torej prilagojene glede na naravno selekcijo. Razmišljanje o prilagoditvi psiholoških mehanizmov poteka podobno kot razmišljanje o prilagoditvi srca, pljuč, imunskega sistema... Evolucijski psihologi zagovarjajo stališče, da so sedanji mehanizmi posledica psihološke adaptacije, ki je težila k čimboljšim izidom reševanja problemov v okolju človekovih prednikov.
Adaptacijska teorija je ena izmed bolj uveljavljenih teorij, ki ima vedno večji vpliv na splošno opredelitev psihologije. Število njenih privržencev še vedno narašča.
Evolucijska psihologija verjame, da so vedenja ali lastnosti, ki so univerzalna v vseh kulturah, primerni kandidati za evolucijske adaptacije. K tem univerzalnim lastnostim šteje tako sposobnoti prepoznavanja čustev, izbire partnerja, sodelovanja z drugimi ... Poročajo o pomembnih teoretičnih povezavah s preučevanjem inteligence, lepote, izbire partnerja, starševskega vložka, altruizma.
Teorije in izsledki EP se pojavijo na številnih drugih področjih kot na primer ekonomija, okoljevarstvo, zdravje, pravo, manegement, psihiatrija, politika in literaura.
Kritika evolucijske psihologgije se nanaša na verodostojnost testiranja kognitivnih in evoluvcijskih predpostavk (npr. modularno funkcioniranje možganov in resničnsot domnev o okolju človekovih prednikov), pomen negenetskih in neadaptivnih razlag ...

## Kazalo

### Definicija polja
Evolucijska psihologija je pristop, ki vidi človekovo naravo kot produkt univerzalnih setov evolucijsko potrjenih mehanizmov na pojavljajoče se probleme v predniškem okolju. Naloga evolucijske teorije je prepoznati razvite emocionalne in kognitivne adaptacije, ki predstavljajo človekovo psihološko naravo. Če citiramo Steven Pinkerja, EP "ni ena sama teorija, ampak je skupek veliko hipotez". Evolucijska psihologija um razume na podlagi računalniške teorije uma. To pomeni, da opisuje mentalne procese kot računalniške operacije (strah je odziv na nevrološko "računanje", ki vključuje vse zaznane podatke - npr. sliko pajka,...
Psihološki mehanizmi so v EP opisani kot  oblikovani v točno določene namene - specifične naloge (npr. izbira partnerja). EP razlaga človeške možgane kot tiste, ki uporabljajo veliko funkcijskih mehanizmov - psiholoških adaptacij ali razvitih kognitivnih mehanizmov, oblikovanih v procesu naravne selekcije.
EP izvira iz kognitivne psihologije in se navezuje prav tako tudi na umetno inteligenco, genetiko, antropologijo, arheologijo, biologijo...

### Predpostavke
Evolucijska psihologija temelji na nekaj spodaj navedenih predpostavkah.
1. Možgani so informacijsko procesna naprava, ki se odzove na zunanje in notranje dražljaje.[12][13]
2. Možganski adaptivni mehanizmi so oblikovani znotraj naravne in spolne selekcije.[12][13]
3. Različni živčni mehanizmi so specializirani za reševanje problemov v človekovi evolucijski preteklosti.[12][13]
4. Možgani so razvili specializirane živčne mehanizme, ki so bili specializirani za reševanje problemov, ki so se pojavili že davno v evolucijskih začetkih človeka,[13] giving modern humans stone-age minds.[12]
5. Večina procesov in vsebine v možganih je nezavedne; večina navidez enostavnih rešitev problemov je v resnici zapletenih in so videti enostavni, ker jih nezavedno rešujejo zahtevni živčni mehanizmi.[12]
6. Človeška psihologija je sestavljena iz številnih specializiranih mehanizmov, ki so občutljivi na različne informacije. Ti mehanizmi se združujejo ter ustvarjajo človekovo vedenje.[13]

## Zgodovina
Evolucijska psihologija izvira iz teorije naravnega izbora (Charles Darwin). V Izvoru vrst je Darwin predvideval, da se bo psihologija razvila na evolucijski osnovi. Najprej se je oblikovala evolucijska biologija (med leti 1970 in 1980), evolucijska psihologija pa se pojavi še nekoliko kasneje v knjigi Lede Cosmides in Johna Toobyja (1992). To sta tudi dva od glavnih strokovnjakov na tem področju.